# Pafnuzio
Pafnuzio  è un nome proprio di persona italiano maschile.

## Varianti in altre lingue
- Arabo: ببنوده (Babnouda)[2]
- Catalano: Pafnuci
- Copto: ⲡⲁⲡⲛⲟⲩⲧⲉ (Papnoute)[2]
- Francese: Paphnuce
- Greco antico: Παφνούτιος (Paphnoutios)[2]
- Latino: Paphnutius[2]
- Polacco: Pafnucy
- Russo: Пафнутий (Pafnutij)
- Serbo: Пафнутије (Pafnutije)
- Spagnolo: Pafnucio
- Ucraino: Пафнутій (Pafnutij)

## Origine e diffusione

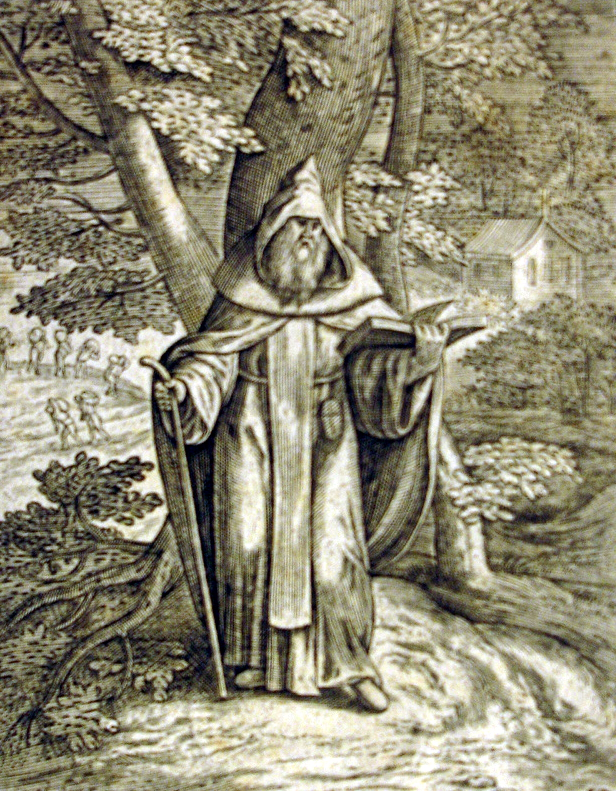
San Pafnuzio di Tebe

Nome piuttosto comune in ambienti cristiani in epoca post-costantiniana, ma attestato già in alcuni papiri del I secolo, e nato quindi probabilmente come nome pagano; di scarsissima diffusione oggi in Italia, è ricordato principalmente per via di san Pafnuzio, colui che convertì santa Taide.
Etimologicamente deriva, tramite la forma ellenizzata Παφνούτιος (Paphnoutios), dall'antico nome copto Papnoute, a sua volta dall'egizio pa-ph-nuti, che significa "uomo di Dio" o "colui che appartiene a Dio". Altre fonti lo considerano invece un etnonimo, riferito alla città di Pafo.

## Onomastico
L'onomastico si può festeggiare in memoria di più santi, alle date seguenti:
- 1º maggio, san Pafnuzio, egumeno nel monastero di Borovsk, commemorato dalla Chiesa ortodossa
- 11 settembre, san Pafnuzio, detto anche "il Confessore", vescovo in Tebaide[5]
- 24 settembre, san Pafnuzio, eremita in Egitto e martire sotto Diocleziano[5]
- 25 settembre, san Pafnuzio, padre di sant'Eufrosina di Alessandria, monaco e abate[5]
- 29 novembre (14 gennaio per gli ortodossi, 3 marzo per i copti), san Pafnuzio, abate presso Eracleopoli[5]

## Persone

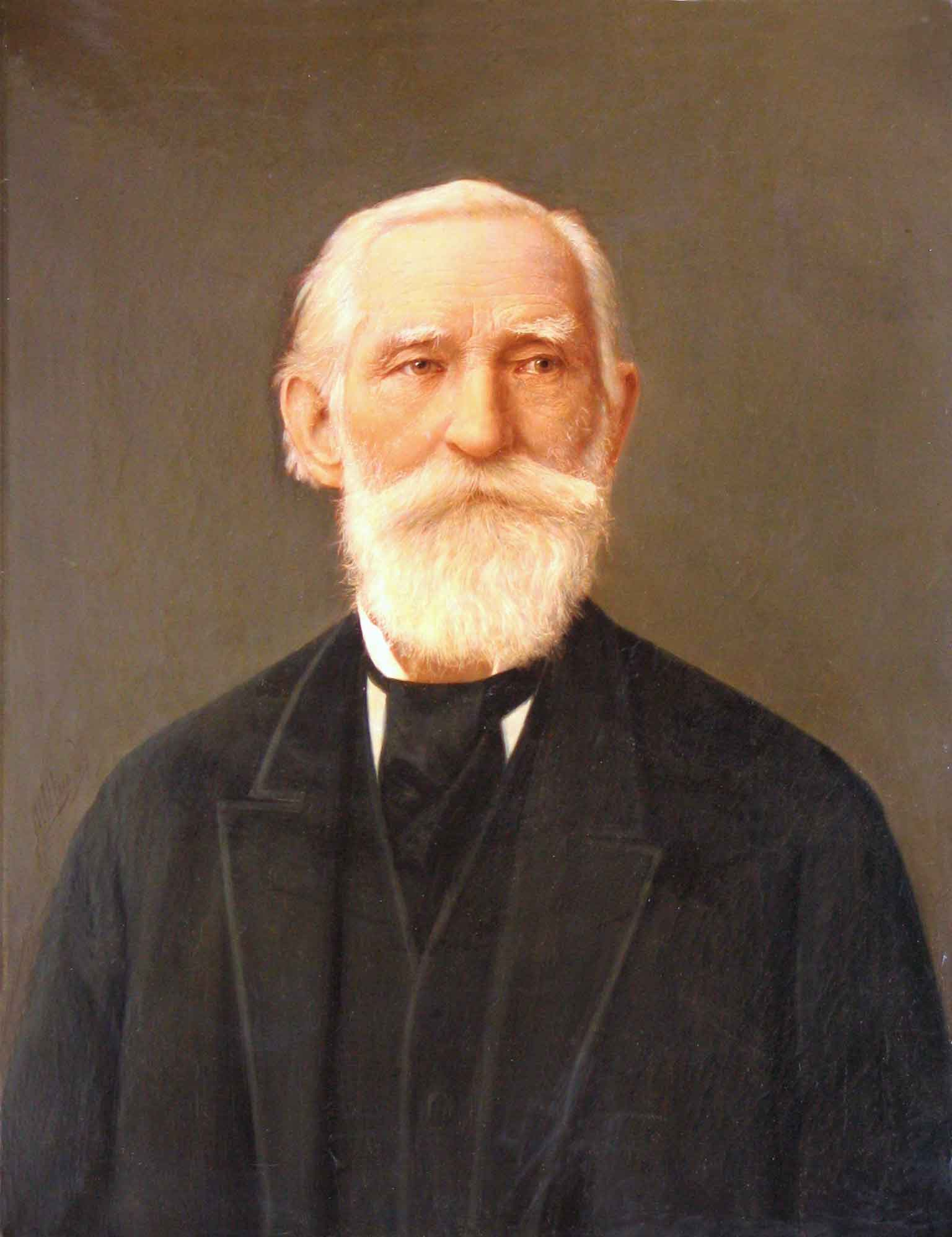
Pafnutij L'vovič Čebyšëv

- Pafnuzio di Borovsk, monaco e santo russo
- Pafnuzio di Tebe, vescovo e santo egiziano

### Variante Pafnutij
- Pafnutij L'vovič Čebyšëv, matematico e statistico russo